# Pocas Pascoal
Pocas Pascoal (Luanda, 11 de noviembre de 1963) es una directora de cine angoleña.

## Biografía
Maria Esperança "Pocas" Pascoal, nació el 11 de noviembre de 1963 : 138  en Luanda, Angola, donde creció hasta los 16 años antes de abandonar el país debido a la guerra civil, viajando a la Lisboa, Portugal con su hermana. Dos años después, regresó a Angola y se convirtió en la primera camarógrafa de televisión de Luanda. En Francia, estudió en el Conservatoire Libre du Cinema Francais (CLCF) y se licenció en montaje cinematográfico. En 2002, se unió a un grupo de artistas de la Cité internationale des arts y participó en varias exposiciones de arte contemporáneo.

## Carrera
En 1998 dirigió su primer cortometraje de ficción en India "Para nosotros" y dos documentales: Recuerdos de la infancia (2000) y Siempre hay alguien que te ama (2004). También dirigió el cortometraje Mañana será diferente (2008). En 2011 dirigió su primer largometraje Por aquí todo está bien, una historia basada en su exilio en Portugal. Esta película recibió el premio del jurado a la mejor narrativa en el Festival de Cine Independiente de Los Ángeles en 2012.: 294  También ha sido producida bajo el nombre de Alda and Maria, estrenada en enero de 2015 Su trabajo se ha presentado en más de 20 festivales en todo el mundo desde que comenzó su carrera como cineasta.

## Filmografía
- Childhood Memory (2000)
- There is always somebody who loves you (2003)
- Tomorrow will be different (2009)
- Por Aqui Tudo Bem / All Is Well  (2011)[7]
- Girlie (2017)

## Premios
- Mejor Película en el Festival Internacional de Cine de Los Ángeles
- Premio a la Mejor Película en el Festival FIC Luanda Angola
- Premio de la Unión Europea en FESPACO
- Mejor película en la competencia nacional en el Festival Internacional de Cine Independiente IndieLisboa Lisboa
- Premio a la Mejor Actriz en el Festival de Cine Documental de Khouribga
- Premio a la mejor actriz en el Festival Internacional de Cartago
- Mejor largometraje portugués en el Festival Internacional de Cine Independiente (rtp.pt)
- Mejor sonido festival de colores de Etiopía